# Hegyi rövidszárnyúrigó
A hegyi rövidszárnyúrigó (Brachypteryx montana) a madarak (Aves) osztályának a verébalakúak (Passeriformes) rendjébe, ezen belül a légykapófélék (Muscicapidae) családjába tartozó faj.

## Rendszerezése
A fajt Thomas Horsfield amerikai ornitológus írta le 1821-ben.

## Alfajai
- Brachypteryx montana montana[2] Horsfield, 1821 - Jáva szigetén él
- Brachypteryx montana andersoni[2] Rand & Rabor, 1967 - Luzon déli része
- Brachypteryx montana brunneiceps[2] Ogilvie-Grant, 1896  - Negros és Panay
- Brachypteryx montana malindangensis[2] Mearns, 1909 - Malindang-hegység, Mindanao szigetén
- Brachypteryx montana mindorensis[2] Hartert, 1916 - Mindoro szigete
- Brachypteryx montana sillimani[2] Ripley & Rabor, 1962 - Palawan

Egyes szervezetek az alfajok egy részét leválasztották, önálló fajjá.
- Brachypteryx montana floris[2] Hartert, 1897 vagy Brachypteryx floris[1] - Flores szigete
- Brachypteryx montana mindanensis[2] Mearns, 1905 vagy Brachypteryx mindanensis[1] - Apo-hegység, Mindanao
- Brachypteryx montana poliogyna[2] Ogilvie-Grant, 1895 vagy Brachypteryx poliogyna[1]  Luzon északi része
- Brachypteryx montana saturata[2] Salvadori, 1879 vagy Brachypteryx saturata[1] - Szumátra
- Brachypteryx montana cruralis[2] (Blyth, 1843) vagy Brachypteryx cruralis[1]
- Brachypteryx montana erythrogyna[2] Sharpe, 1888 vagy Brachypteryx erythrogyna[1] - Borneó északi része
- Brachypteryx montana goodfellowi[2] Ogilvie-Grant, 1912 vagy Brachypteryx goodfellowi[1] - Tajvan
- Brachypteryx montana sinensis Rickett 1897 vagy Brachypteryx sinensis[1]

## Előfordulása
Indonézia és a Fülöp-szigetek területén honos, ha a leválasztott alfajokat is ide sorolják, elterjedési területe sokkal nagyobb. Természetes élőhelyei a szubtrópusi vagy trópusi síkvidéki és hegyi esőerdők és magaslati cserjések. Állandó, nem vonuló faj.

## Megjelenése
Testhossza 13 centiméter, testtömege 23 gramm. A hím tollazata kék színű, a tojó barna.

## Életmódja
Főleg kisebb rovarokkal, csigákkal és férgek táplálkozik.

## Természetvédelmi helyzete
Az elterjedési területe nem nagy, egyedszáma csökkenő, de még nem éri el a kritikus szintet. A Természetvédelmi Világszövetség Vörös listáján nem fenyegetett fajként szerepel.